# 1a cerimònia dels Premis César
La 1a cerimònia dels Premis César — també coneguts com Nuit des César — que premiava les pel·lícules estrenades el 1975, va tenir lloc el 3 d’abril de 1976 al Palais des Congrès de Paris.
Va ser presidit per Jean Gabin, del que en va ser la darrera aparició pública, i retransmesa a Antenne 2, presentada per Pierre Tchernia i Jean-Claude Brialy.

## Presentadors i ponents
- Presentació dels premis
  - Robert Enrico, president de l'Académie des Arts et Techniques du Cinéma
  - Jean Gabin, president cerimonial
  - Pierre Tchernia, mestre de cerimònies
  - Michèle Morgan i Jean Gabin per la presentació del César a la millor pel·lícula
  - Michel Colombier, director d'orquestra
- Entreactes i esquetxs[2]
  - Blue Bell Girls i Margaret Kelly Boys del Lido
  - Marie Laforêt interprrtant Histoire d'une star (Star story)
  - Yves Simon interprrtant Au pays des merveilles de Juliette
  - Serge Reggiani interprrtant L'hôtel des voyageurs
  - Michel Legrand canta L'été 42
  - Diana Ross canta Do You Know
  - Jean Lefebvre
  - Catherine Rivière canta un extret de Queen Christina en homenatge a Greta Garbo.

## Guanyadors i nominats
Els guanyadors s'indiquen en negreta.
| Millor pel·lícula El vell fusell de Robert Enrico - Cosí, cosina de Jean-Charles Tacchella - Que la fête commence de Bertrand Tavernier - Sept morts sur ordonnance de Jacques Rouffio                                         | Millor director Bertrand Tavernier – Que la fête commence - François Truffaut – L'Histoire d'Adèle H. - Jean-Paul Rappeneau – El meu home és un salvatge - Robert Enrico – El vell fusell                                               |
| Millor actor Philippe Noiret – El vell fusell - Victor Lanoux – Cosí, cosina - Jean-Pierre Marielle – Els pintors de Pont-Aven - Gérard Depardieu – Sept morts sur ordonnance                                                  | Millor actriu Romy Schneider – L'important és estimar - Isabelle Adjani – L'Histoire d'Adèle H. - Delphine Seyrig – India Song - Catherine Deneuve – El meu home és un salvatge                                                         |
| Millor actor secundari Jean Rochefort – Que la fête commence - Patrick Dewaere – Adieu poulet - Victor Lanoux – Adieu poulet - Jean Bouise – El vell fusell                                                                    | Millor actriu secundària Marie-France Pisier – Cosí, cosina i Souvenirs d’en France - Isabelle Huppert – Aloise - Andréa Ferréol – Els pintors de Pont-Aven - Christine Pascal – Que la fête commence                                   |
| Millor guió Que la fête commence – Bertrand Tavernier i Jean Aurenche - Cosí, cosina – Jean Charles Tacchella - Sept morts sur ordonnance – Jacques Rouffio i Georges Conchon - El vell fusell – Robert Enrico i Pascal Jardin | Millor música François de Roubaix – El vell fusell - Carlos d'Alessio – India Song - Felip d'Orleans, Regent de França i Antoine Duhamel – Que la fête commence - Olivier Toussaint i Paul de Senneville – Un linceul n'a pas de poches |
| Millor fotografia Sven Nykvist – Black Moon - Pierre Lhomme – El meu home és un salvatge i La tija de l'orquídia - Étienne Becker – El vell fusell                                                                             | Millor decorat Pierre Guffroy – Que la fête commence - Richard Peduzzi – La tija de l'orquídia - Jean-Pierre Kohut-Svelko – L'Histoire d'Adèle H. i L'important és estimar                                                              |
| Millor muntatge Geneviève Winding – Sept morts sur ordonnance - Jean Ravel – Adieu poulet - Christiane Lack – L'important és estimar - Marie-Josèphe Yoyotte – El meu home és un salvatge - Eva Zora – El vell fusell          | Millor so Nara Kollery i Luc Perini – Black Moon - Harrik Maury i Harald Maury – Hu-Man - Michel Vionnet – India Song - Bernard Aubouy – El vell fusell                                                                                 |
| Millor pel·lícula estrangera Perfum de dona - Aguirre, la còlera de Déu - Nashville - Trollflöjten | |
| César d'honor Ingrid Bergman Diana Ross | |

## Anècdotes
En la nominació al César a la millor actriu, Isabelle Adjani, convençuda de la seva victòria, es va aixecar fins i tot abans que s'anunciés la guanyadora del premi, que finalment va ser atorgat a Romy Schneider.

L'actor Jean Rochefort relata la cerimònia: 
| « | Vaig rebre el primer premi el 3 d'abril de 1976. No va ser aquesta compressió brillant sinó un paio baixet que va desenrotllar una bobina de pel·lícula: primer grau. Jo era el conillet d'índies i quan vaig pujar a l'escenari a recollir la meva joguina, l'ambient era tens! Alguns esperits forts només ho veien com una imitació dels Oscar [1928]. Quan vaig anar a donar un cop a l'espatlla a Gabin, president malhumorat, es va girar bruscament: "Ah, ets tu Rochefort! Si hagués estat periodista, li hauria engegat a dida". Esperava un petit compliment de circumstància. | » |